# Thomas Hansen

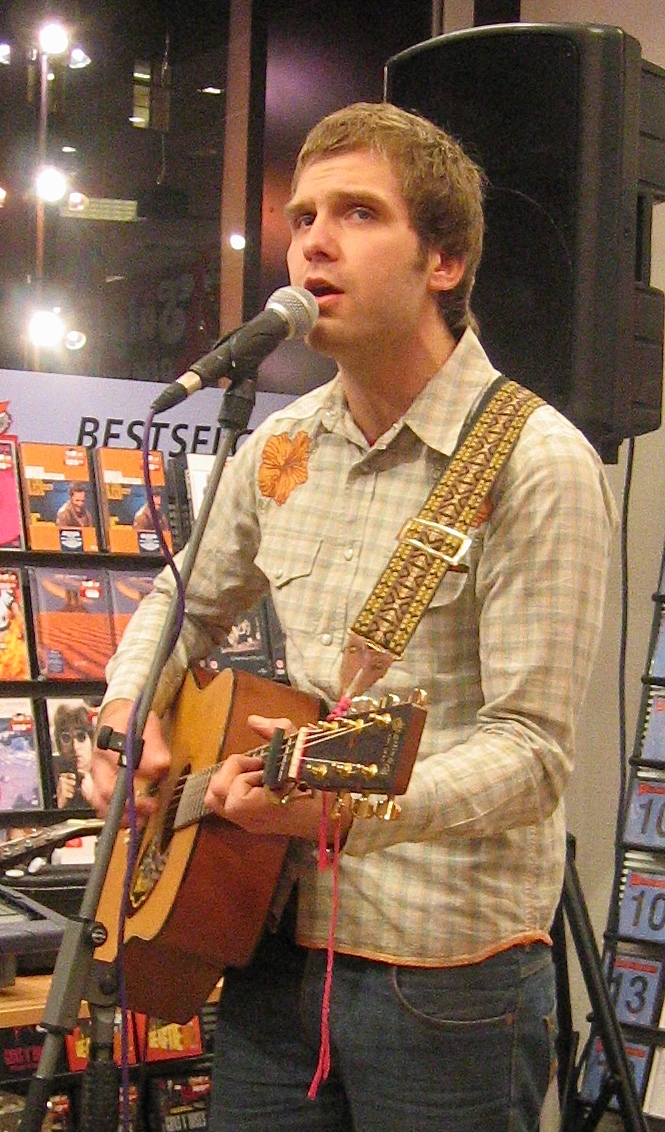
Thomas Hansen während eines Konzerts in Bergen 2004 (Foto:Nina Aldin Thune)

Thomas Hansen (* 13. Februar 1976 in Oslo; † 5. September 2007 ebenda) war ein norwegischer Musiker, der unter dem Künstlernamen St. Thomas und Saint Thomas auftrat.

## Biografie
Er war auch ein vielversprechender Jugendfußballspieler bei Skeid Oslo, gab aber seine Karriere zugunsten der Musik auf.
Am 10. September 2007 wurde er tot aufgefunden. Todesursache war nach Angaben der Familie eine unglückliche Mischung verschriebener Psychopharmaka. Im Gespräch mit der Musikzeitung Visions (Nr. 184 vom Juli 2008) erwähnte Sivert Høyem, Sänger von Madrugada, dass sich Thomas Hansen das Leben nahm. Er wurde 31 Jahre alt.

## Musikkarriere

### Beginn

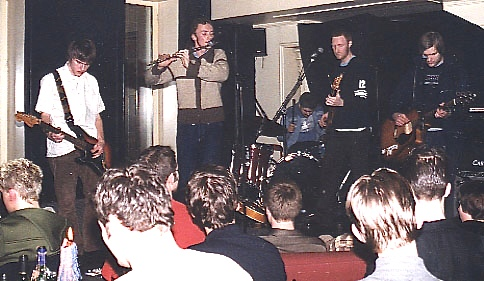
Emily Lang während des By:larm-Konzerts in Bergen 2000. Links Gunnar Andreas Aldin Thune, Benjamin Rokseth, Robert Jønnum (Schlagzeug), Sveinung Nesheim und Thomas Hansen ganz rechts (Foto:Nina Aldin Thune)

Thomas Hansen begann seine Musikerkarriere 1999 mit der Band Emily Lang, während er in Bergen studierte. Die Band nahm 2000 am By:larm-Konzert in Bergen teil. Die erste Demoscheibe der Band enthielt unter anderem «Corner Man», das auch auf der Promotionsplatte des By:Larm-Konzerts in Bergen 2000 erschien. Nach dem Øyafestival 2000 löste sich die Band auf.
Die Band Emily Lang bestand aus:
- Thomas Hansen: Gesang, Gitarre
- Benjamin Rokseth: Gitarre, Querflöte
- Gunnar Andreas Aldin Thune: Gitarre
- Sveinung Nesheim: Bass
- Robert Jønnum: Schlagzeug

### Solokünstler

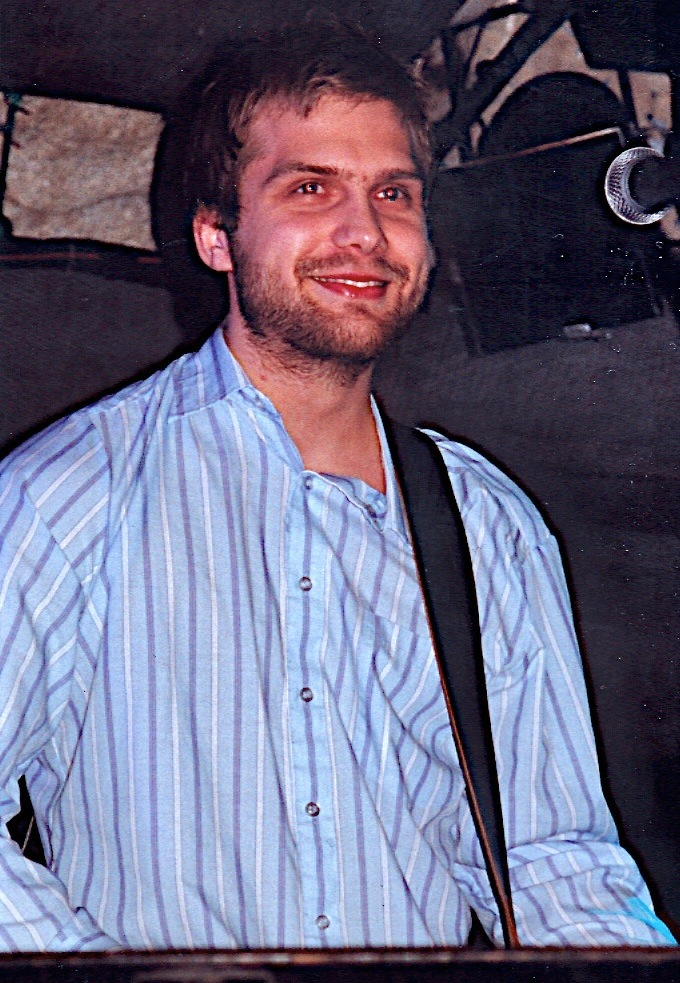
Thomas Hansen während eines Konzerts mit Emily Lang in Bergen (Foto:Nina Aldin Thune)

Seinen Durchbruch als Solokünstler feierte er beim Quartfestival 1999, wo er als Zugabe Demos spielte und von der Plattenfirma Racing Junior entdeckt wurde. Nach dem Erscheinen seines Debütalbums Mysterious Walks (2000), gab er seinen früheren Beruf als Postbote auf und verdiente seinen Lebensunterhalt mit Musik.
Hansen hatte das Vergnügen, mit einer Reihe verschiedener Künstler aus verschiedenen Orten auftreten zu können. Bosse von Ai Phoenix saß mehrere Jahre am Schlagzeug, Petter Pogo von Jokke & Valentinerne spielte eine Zeitlang Bass, Espen Mellingen von Ai Phoenix und Poor Rich Ones spielten einige Jahre Gitarre, und im Frühjahr 2007 waren The Captain & Me sowohl Vorgruppe wie Begleitband.
2002 spielte Hansen als erster Norweger ein Konzert in der Royal Albert Hall, als Vorgruppe für Lambchop. Eine Zeitlang lebte er in Berlin, wo er auch Musik schrieb.
Thomas Hansen war unter anderem durch Elliott Smith, Will Oldham, Sebadoh, Neil Young und The Byrds inspiriert.
Außer seinen eigenen Platten schrieb Thomas auch ein neues Lied für seinen Fußballverein Skeid Oslo.
Ende November 2011 erschien eine Benefiz-7inch, mit der Originalversion von "The Cool Song" auf der A-Seite und zwei Coverversionen der Kölner Bands Schreng Schreng & La La sowie Hello Piedpiper auf der B-Seite. Der Erlös dieser 7inch kommt dem St.Thomas Mindfond, einer Stiftung für Kinder und Jugendliche mit psychischen Problemen, zugute.

### Karrierehöhepunkte
- 1998: Umzug von Oslo nach Bergen und Beginn der Band Emily Lang, die unter anderem auf dem By:larm-Konzert und dem Øyafestival i 2000 auftrat.
- 1999: Vertrag mit der Plattengesellschaft Racing Junior, nachdem er bei den Zugaben auf dem Quartfestival einige Demos gespielt hatte.
- 2000: Herausgabe des Debütalbums «Mysterious Walks» unter dem Namen St. Thomas.
- 2001: Durchbruch mit «The Cornerman EP», das den 8. Platz in der norwegischen Hitparade erreichte und mehr als 3500 Mal in Norwegen verkauft wurde. Im selben Jahr erschien später «I'm Coming Home», das die deutsche Plattenfirma City Slang auf dem europäischen Markt herausgab.
- 2002: Auftritt in der Royal Albert Hall als erster Norweger als Vorgruppe für die amerikanische Band Lambchop. Weiterer Auftritt auf dem Roskildefestival.
- 2004: Erscheinen von «Let’s Grow Together – The Comeback Of St. Thomas». In Verbindung mit der Herausgabe sprach er offen über seine Alkohol- und Angstprobleme.
- 2006: «There's Only One of Me» erhielt in Norwegen unterschiedliche Kritiken, wurde in Uncut zum «Album Of The Month» gekürt.
- 2007: «A Mouse In A Crowded House» war zum Zeitpunkt seines Todes in Produktion und wird Saint Thomas’ siebtes Studioalbum werden, mit 12 ausgewählten Liedern von 80 neuen.

## Diskografie

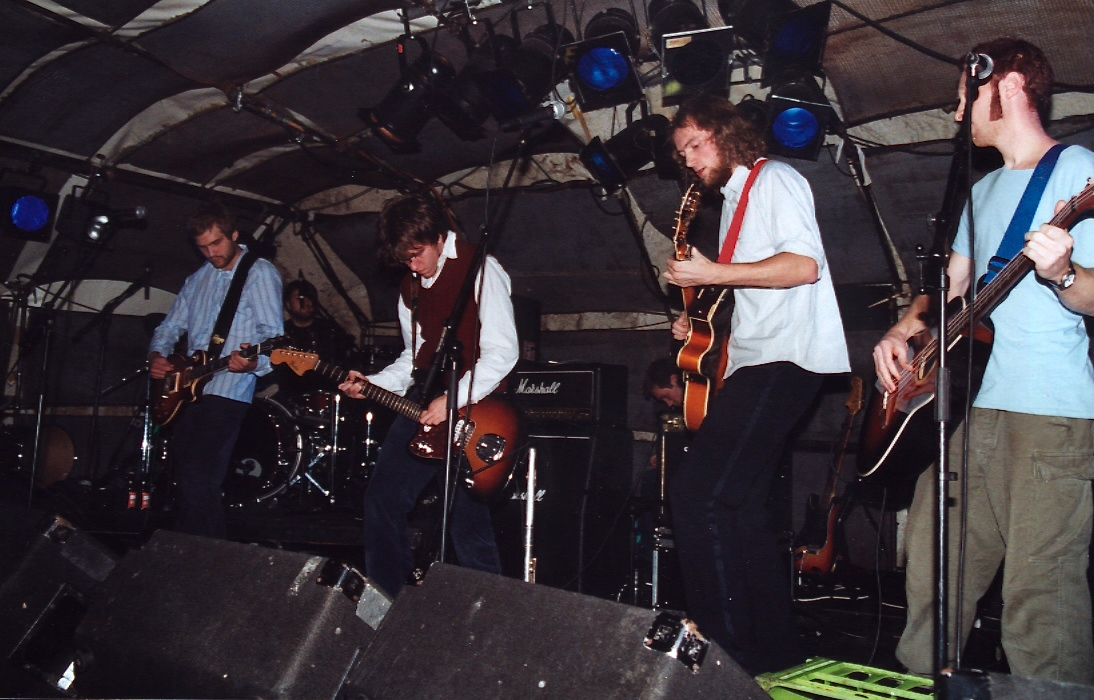
Emily Lang während eines Konzerts in Hulen: Thomas Hansen ganz links (Foto:Nina Aldin Thune)

### Alben
| Jahr | Titel                                            | Höchstplatzierung, Gesamtwochen, AuszeichnungChartsChartplatzierungen (Jahr, Titel, Platzierungen, Wochen, Auszeichnungen, Anmerkungen) | Anmerkungen |
| Jahr | Titel                                            | NO | Anmerkungen |
| ---- | ------------------------------------------------ | --- | ----------- |
| 2001 | I’m Coming Home                                  | NO8 (2 Wo.)NO |             |
| 2003 | Hey Harmony                                      | NO2 (6 Wo.)NO |             |
| 2004 | Let’s Grow Together - The Comeback Of St. Thomas | NO25 (1 Wo.)NO |             |
| 2005 | Children of The New Brigade                      | NO22 (1 Wo.)NO |             |
| 2008 | St. Thomas Box                                   | NO9 (4 Wo.)NO |             |

Weitere Alben
- Surfer’s Morning (1999)
- Mysterious Walks (2000)
- Live In Europe (2003)
- There’s Only One Of Me (2006)

### EPs
| Jahr | Titel Album        | Höchstplatzierung, Gesamtwochen, AuszeichnungChartsChartplatzierungen (Jahr, Titel, Album, Platzierungen, Wochen, Auszeichnungen, Anmerkungen) | Anmerkungen |
| Jahr | Titel Album        | NO | Anmerkungen |
| ---- | ------------------ | --- | ----------- |
| 2001 | The Cornerman EP – | NO8 (6 Wo.)NO |             |
| 2003 | A Long Time EP –   | NO2 (6 Wo.)NO |             |

Weitere EPs
- Songs EP (1999)
- Winter Sprinter EP (2004)
- Morning Dancer EP (2005)